# Yasārāt
Yasārāt (persiska: یسارات) är en ort i Iran.   Den ligger i provinsen Khuzestan, i den centrala delen av landet, 500 km sydväst om huvudstaden Teheran. Yasārāt ligger 39 meter över havet och antalet invånare är 107.
Terrängen runt Yasārāt är platt. Runt Yasārāt är det ganska tätbefolkat, med 80 invånare per kvadratkilometer. Närmaste större samhälle är Shūshtar, 8,7 km nordost om Yasārāt. Trakten runt Yasārāt består till största delen av jordbruksmark.